# Wolfgang Stryi
Wolfgang Stryi (* 1957 in Rottweil; † 2005 in Frankfurt am Main) war ein deutscher Bass- und Kontrabassklarinettist, Tenorsaxophonist und festes Mitglied des Ensembles Modern.

## Leben und Wirken
Vierundzwanzig Jahre lang wirkte Wolfgang Stryi an den Konzerten und der Diskographie zeitgenössischer klassischer Musik des basisdemokratisch organisierten Ensembles Modern mit. Als dessen Mitglied konzertierte er weltweit und erhielt zahlreiche internationale Auszeichnungen.
Er beschäftigte sich mit der Balance von Interpretation, Improvisation und  Komposition und prägte die Programmatik des Ensembles nachhaltig. Ein dokumentiertes Gespräch mit Péter Eötvös aus dem Jahre 2000 beschreibt Schwierigkeiten und praxisorientierte Lösungsansätze bei der Entstehung und Interpretation von Ensemble- und Orchesterwerken mit Improvisations- und Kompositionsanteilen.
Im Rahmen der Zusammenarbeit des Ensembles Modern mit Frank Zappa wirkte Wolfgang Stryi umfassend an der CD Yellow Shark mit. Die Uraufführung fand 1992 in der Alten Oper Frankfurt statt.
Darüber hinaus gestaltete er Konzertlesungen mit Hartmut Barth-Engelbart und spielte im Duo mit Alfred Harth, mit dem er 1997 die CD Modern Post aufnahm.
In seinem Geburtsort spielte Wolfgang Stryi mit dem Münsterorganist Peter Strasser im Jahr 2002 ein Sommerkonzert mit außergewöhnlichem Programm. Es enthielt unter anderem auch die Bearbeitung der Sonate in g-moll von Johann Sebastian Bach für Saxophon und Kirchenorgel.
Zum Gedächtnis widmete ihm Rolf Riehm die Komposition aprikosenbäume gibt es, aprikosenbäume gibt es. Die Uraufführung fand am 6. Mai 2006 in Witten, bei den Tagen für neue Kammermusik, statt, 2010 wurde es an der Oper Frankfurt aufgeführt.